# Maurice Garin
Maurice Garin (ur. 3 marca 1871 w Arvier, zm. 19 lutego 1957 w Lens) – francuski kolarz pochodzenia włoskiego, pierwszy zwycięzca wyścigu Tour de France.
Urodził się w Valle d’Aosta (na terenie dzisiejszych Włoch). Pracował najpierw jako kominiarz, później zaczął się ścigać i wygrał w latach 1897 i 1898 klasyk Paryż-Roubaix. W 1903 roku zdołał, jako pierwszy zawodnik w historii, wygrać Tour de France. Miał numer startowy „1”, wygrał 3 etapy, był liderem wyścigu przez wszystkie etapy i nie oddał prowadzenia do końca. Na mecie w Paryżu jego przewaga nad drugim zawodnikiem wynosiła 2 godziny 59 minut i 31 sekund – jest to nadal największa różnica między zwycięzcą a drugim kolarzem na podium.
Garin wplątał się rok później w skandal, kiedy udowodniono mu, że podobnie do innych kolarzy skracał sobie trasę wyścigu, korzystając m.in. z połączeń kolejowych. W listopadzie 1904 roku zdyskwalifikowano czterech pierwszych kolarzy w klasyfikacji generalnej, również Garina i jego brata, którzy zajmowali dwa pierwsze miejsca. Dzięki temu zwycięzcą został 20-letni Henri Cornet, który zajmował 5. pozycję.